# Weldon (Iowa)
Weldon – miasto w Stanach Zjednoczonych, w stanie Iowa, w hrabstwach Clarke i Decatur. W 2000 liczyło 145 mieszkańców. Miasto jest podzielone linią hrabstwa Clarke-Decatur – połowa znajduje się w Clarke, a druga połowa – w Decatur.